# Скотт Гленн
Скотт Гленн (англ. Scott Glenn; 26 січня 1941) — американський актор.

## Біографія
Скотт Гленн народився 26 січня 1941 року у місті Піттсбург штат Пенсильванія. Гленн син підприємця Теодора Гленна і домогосподарки Елізабет. В дитинстві у нього було погане здоров'я. Цілий рік він був прикутий до ліжка, і лікарі казали що він кульгатиме решту свого життя. Протягом тривалого періоду хвороби, Гленн багато читав. Завдяки інтенсивним тренуванням він зумів відновити здоров'я і позбувся кульгавості. Гленн навчався в коледжі, де вивчав англійську мову. Служив три роки в морській піхоті, потім протягом п'яти місяців працював репортером в Kenosha Evening News. Планував стати письменником, але мав проблеми з написанням діалогів, й тому вирішив навчатися акторської майстерності. У 1966 році вирушив до Нью-Йорка, де навчався на акторських курсах. У 1968 році почав працювати в професійному театрі та на телебаченні. У 1970 році Джеймс Бріджес запропонував йому свою першу роботу в кіно у фільмі «The Baby Maker» (1970).

## Фільмографія
| Рік  | Українська назва                            | Оригінальна назва                  | Роль                           |
| ---- | ------------------------------------------- | ---------------------------------- | ------------------------------ |
| 1970 | Виробниця дітей                             | The Baby Maker                     | Тад Джекс                      |
| 1971 | Янголів крутіше не буває                    | Angels Hard as They Come           | Джон Лонг                      |
| 1972 | Горгулії                                    | Gargoyles                          | Джеймс Ріджер                  |
| 1973 | Відьма                                      | Hex                                |                                |
| 1975 | Нашвілл                                     | Nashville                          | рядовий 1-го класу Гленн Келлі |
| 1979 | Апокаліпсис сьогодні                        | Apocalypse Now                     | капітан Річард М. Колбі        |
| 1979 | Більше американських графіті                | More American Graffiti             |                                |
| 1980 | Міський ковбой                              | Urban Cowboy                       |                                |
| 1982 | Особистий рекорд                            | Personal Best                      |                                |
| 1982 | Виклик                                      | The Challenge                      | Рік                            |
| 1983 | Справжні чоловіки                           | The Right Stuff                    | Алан Шепард                    |
| 1983 | Фортеця                                     | The Keep                           | Глакен Трісмегестус            |
| 1984 | Ріка                                        | The River                          | Джон Вейд                      |
| 1984 |                                             | Countdown to Looking Glass         |                                |
| 1985 | Дикі гуси II                                | Wild Geese II                      |                                |
| 1985 | Сільверадо                                  | Silverado                          | Еммет                          |
| 1986 | На схилі років                              | As Summers Die                     |                                |
| 1987 | Людина у вогні                              | Man on Fire                        |                                |
| 1987 | Історія Верна Міллера                       | Gangland: The Verne Miller Story   |                                |
| 1988 | Беззаконня                                  | Off Limits                         |                                |
| 1989 | Міс Феєрверк                                | Miss Firecracker                   |                                |
| 1990 | Полювання за «Червоним Жовтнем»             | The Hunt for Red October           | Барт Манкузо                   |
| 1991 | Мовчання ягнят                              | The Silence of the Lambs           | Джек Кровфорд                  |
| 1991 | Мої герої завжди були ковбоями              | My Heroes Have Always Been Cowboys |                                |
| 1991 | Зворотна тяга                               | Backdraft                          | Джон «Сокира» Едкокс           |
| 1991 | Жінки та чоловіки 2: В коханні немає правил | Women & Men 2                      |                                |
| 1993 |                                             | Shadowhunter                       | Джон Кейн                      |
| 1993 | Побиття немовлят                            | Slaughter of the Innocents         | Стівен Бродерік                |
| 1993 | Елітний загін                               | Extreme Justice                    | Ден Вон                        |
| 1994 | Минуле                                      | Past Tense                         |                                |
| 1995 | Нічний утікач                               | Night of the Running Man           | Девід Екхарт                   |
| 1995 | Вигадки                                     | Tall Tale                          | J.P. Stiles                    |
| 1995 | Нерозсудливі                                | Reckless                           | Ллойд                          |
| 1996 | Мужність в бою                              | Courage Under Fire                 | Тоні Гартнер                   |
| 1996 | Пісня Карли                                 | Carla's Song                       | Бредлі                         |
| 1996 | Еді і Пен                                   | Edie & Pen                         | Гаррі                          |
| 1997 | Абсолютна влада                             | Absolute Power                     | агент Білл Бертон              |
| 1997 | Темні конячки                               | Lesser Prophets                    | Іггі                           |
| 1998 | Вогняний шторм                              | Firestorm                          | Вінт Перкінс                   |
| 1998 | Жорстоке місто: Правосуддя з кулею          | Naked City: Justice with a Bullet  | Сержант Даніель Малдун         |
| 1999 | Незайманки-самогубці                        | The Virgin Suicides                | отець Муді                     |
| 1999 | Останній маршал                             | The Last Marshal                   | Коул                           |
| 2000 | Вертикальна межа                            | Vertical Limit                     | Монтгомері Вік                 |
| 2001 | Тренувальний день                           | Training Day                       | Роджер                         |
| 2001 | Сьомий потік                                | The Seventh Stream                 | Оуен Куїн                      |
| 2001 | Солдати Буффало                             | Buffalo Soldiers                   | Роберт Е. Лі                   |
| 2001 | Корабельні новини                           | The Shipping News                  | Джек Буггіт                    |
| 2003 | Пофарбований будинок                        | A Painted House                    |                                |
| 2004 | Бійня в Пуерто-Вальярта                     | Puerto Vallarta Squeeze            |                                |
| 2004 | Національна безпека                         | Homeland Security                  | Джо Джонсон                    |
| 2005 | Віра моїх батьків                           | Faith of My Fathers                |                                |
| 2005 | Зломщики кодів                              | Code Breakers                      | Earl «Red» Blaik               |
| 2006 | Подорож на край ночі                        | Journey to the End of the Night    | Сінатра                        |
| 2007 | Вільні письменники                          | Freedom Writers                    | Стів Ґрувелл                   |
| 2007 | Медовий місяць Камілли                      | Camille                            | шериф Фостер                   |
| 2007 | Ультиматум Борна                            | The Bourne Ultimatum               | Езра Крамер, директор ЦРУ      |
| 2008 | Ночі в Роданте                              | Nights in Rodanthe                 | Роберт Торелсон                |
| 2008 | Серфер                                      | Surfer, Dude                       | Alister Greenbough             |
| 2008 | Дабл ю                                      | W.                                 | Дональд Рамсфелд               |
| 2010 | Чемпіон                                     | Secretariat                        | Крістофер Ченері               |
| 2011 | Заборонений прийом                          | Sucker Punch                       | Мудрець/Генерал/Водій автобусу |
| 2012 | Спадок Борна                                | The Bourne Legacy                  | Езра Крамер, директор ЦРУ      |
| 2012 | Газетяр                                     | The Paperboy                       | У. Дженсен                     |
| 2014 | Перукар                                     | The Barber                         | Євген Ван Вінгерт              |
| 2014 | Залишки                                     | The Leftovers                      | Кевін Гарві                    |
| 2015 | Шибайголова                                 | Marvel's Daredevil                 | Стік                           |
| 2015 | Грізлі                                      | Into the Grizzly Maze              | Сулли                          |
| 2017 | Захисники                                   | The Defenders                      | Стік                           |
| 2018 | Касл-Рок                                    | Castle Rock                        | Алан Пэнгборн                  |
| 2020 | Гренландія                                  | Greenland                          | Клейтон                        |